# Al-Khansāʾ
Al-Khansāʾ (n. 575 d.Hr., Najd⁠(d), Arabia Saudită – d. 645 d.Hr., Najd⁠(d), Arabia Saudită), cu numele său complet Tumāḍir bint ʿAmr ibn al-Ḥārith ibn al-Sharīd, a fost o scriitoare arabă prolifică din perioada preislamică⁠(d), apreciată și cunoscută pentru elegiile pe care le scria. Aceasta s-a născut în jurul anului 575 la Najd în Arabia, locul unde astăzi se afla Riyadh, în Arabia Saudită, urmând să înceteze din viață circa în anul 645, în același loc. „Al-Khansāʾ” este, de fapt, o poreclă adusă acesteia, însemnând ,,nas cârn’’, trăsătură fizică ce se spune că o reprezenta.

## Viața
Despre viața sa nu se știu foarte multe informații, însă se cunoaște despre Al-Khansāʾ faptul că s-a născut într-o familie bogată și înstărită din tribul Sulaym, fapt ce i-a permis să trăiască în lux, având o poziție privilegiată în societatea acelor vremuri. Era o femeie curtată de mulți bărbați, însă aceasta s-a căsătorit din dragoste cu Mirdās, alături de care a avut trei fii. Cu toate acestea, se știe că a urmat un divorț, succedat de încă una sau două căsnicii. A fost mamă a șase copii, patru dintre ei, Yazīd, Muʿāwiyah, ʿAmr și ʿAmrah, fiind uciși în bătălia de la Qadisiyah în anul 637. La aflarea acestei vești, se crede că ʿUmar califul i-a scris o scrisoare, felicitând-o pentru vitejia fiilor săi și oferindu-i, de asemenea, o pensie. În momentul în care tribul din care făcea parte a acceptat islamul și s-a convertit la acesta,  lucru întâmplat foarte timpuriu, Al-Khansāʾ a mers împreună cu membrii acestuia la Medina, loc în care l-a întâlnit pe profetul Muhammad. Se crede, în acest sens, că Al-Khansāʾ a fost poeta favorită a profetului.

## Operă
În ceea ce privește opera lui Al-Khansāʾ, trebuie menționat că aceasta a reprezentat, fără vreo îndoială, unul dintre cei mai influenți poeți ai perioadei preislamice⁠(d) și a perioadei islamice timpurii. A scris elegii, anecdote și diwan-uri, acestea fiind importante nu numai pentru elegiștii vremurilor sale, cât și pentru cei de mai târziu. Poezia sa reprezintă o ilustrare perfectă a fatalismului triburilor arabe din perioada preislamică. Totodată, aceasta reflectă o imagine de disperare și de neputință față de pierderea inevitabilă a vieții. În ceea ce privește lungimea poeziilor, acestea erau, în general, scurte și succinte.
Subiectul principal al elegiilor sale era exprimarea suferinței în urma morții celor doi frați ai săi, Ṣakhr și Moawiya, în luptă. În unele clasificări ale poeților acelor vremuri, se spune că Al-Khansāʾ ar fi ocupat locul al doilea.
Al-Khansāʾ este venerată în lumea arabă ca prima femeie poetă și scriitoare arabă, iar opera sa a fost studiată continuu de oamenii de știință care scriau în limba arabă. Poezia ei este și astăzi subiectul unei cercetări critice.

## Listă de referințe
1. 1 2  Tumāḍir bint ʿAmr al- H̲ansā', Autoritatea BnF
2. ↑  „Najd”, Wikipedia (în engleză), 7 decembrie 2022, accesat în 5 ianuarie 2023
3. ↑  „Riyadh”, Wikipedia (în engleză), 31 decembrie 2022, accesat în 5 ianuarie 2023
4. ↑  „Arabia Saudită”, Wikipedia, 2 decembrie 2022, accesat în 5 ianuarie 2023
5. ↑  „Banu Sulaym”, Wikipedia (în engleză), 27 decembrie 2022, accesat în 5 ianuarie 2023
6. ↑  „Battle of al-Qadisiyyah”, Wikipedia (în engleză), 19 decembrie 2022, accesat în 5 ianuarie 2023
7. ↑  „Umar”, Wikipedia, 25 octombrie 2022, accesat în 5 ianuarie 2023
8. ↑  „Islam”, Wikipedia, 30 noiembrie 2022, accesat în 5 ianuarie 2023
9. ↑  „Medina (Arabia Saudită)”, Wikipedia, 18 octombrie 2022, accesat în 5 ianuarie 2023
10. ↑  „Mahomed”, Wikipedia, 17 octombrie 2022, accesat în 5 ianuarie 2023